# Адачі Міцуру
Адачі Міцуру (яп. あだち 充 або 安達 充, Adachi Mitsuru, нар. 9 лютого 1951 , Ісесакі, Префектура Ґумма ) — японський манґака. Після закінчення Комерційної старшої школи Маебаші префектури Ґумма у 1969 році, Адачі працював асистентом манґаки Ісамі Ішії. Свій дебют у світі манґи він здійснив у 1970 році з твором Kieta Bakuon, заснованим на манзі, яку спочатку створив Сатору Одзава. Цей твір був опублікований у журналі Deluxe Shōnen Sunday, який видається компанією Shogakukan.
Адачі добре відомий завдяки романтичним комедіям та спортивній манзі (особливо бейсбольній), таким як Touch, H2, Slow Step, Miyuki та Cross Game. Його описують як автора з «чудовими діалогами», генія у зображенні повсякденного життя, ««видатного оповідача» та «майстра манги». Він є одним з небагатьох манґак, які створюють твори для журналів сьонен, сьодзьо та сейнен, і користуються популярністю в усіх трьох категоріях.
Його роботи публікувалися у журналах Weekly Shōnen Sunday, Ciao, Shōjo Comic, Big Comic та Petit Comic, а більшість творів видаються через Shogakukan та Gakken. Він був одним з провідних авторів нового журналу Monthly Shōnen Sunday, який почав виходити у червні 2009 року.
Він використав написання あだち замість ієрогліфів 安達 для свого прізвища за прикладом свого старшого брата, манґаки Цутому Адачі. Також вважається, що точне зображення суперництва між братами у Touch може бути натхненне особистим досвідом Адачі у стосунках із братом. Адачі створював дизайни персонажів для OVA-аніме Nozomi Witches, через що його іноді помилково вважають автором оригінального твору.

## Історія
До 1969 року Адачі почав надсилати свої роботи до журналу манґи COM. У 1969 році, слідуючи прикладу свого старшого брата, він переїхав до Токіо, щоб працювати асистентом у манґаки Ісамі Ішії. Наступного року він дебютував як професійний автор з твором Kieta Bakuon. Протягом 1970-х років він продовжував публікувати різноманітні короткі історії та серії, засновані на творах інших авторів, найвідомішою з яких є його адаптація Rainbowman, що виходила з 1972 по 1973 рік. У 1978 році він опублікував свою першу оригінальну серію Nine у журналі Weekly Shōnen Sunday. Згодом він опублікував ще дві оригінальні серії: Hiatari Ryōkō! (1979–1981) у журналі Weekly Shōjo Comic та Miyuki (1980–1984) у Shōnen Big Comic.
Адачі став широко відомим після публікації серії Touch, яка виходила з 1981 по 1986 рік у журналі Weekly Shōnen Sunday. У 1982 році Hiatari Ryōkō! була адаптована в телевізійну дораму. Наступний рік, 1983, став важливим для Адачі: він отримав 28-му щорічну премію Shogakukan Manga Award у категорії сьонен/сьодзьо за дві свої серії — Touch і Miyuki. Манґа Miyuki була адаптована як в аніме-серіал, так і у повнометражний ігровий фільм, а Nine — у три фільми, ще один вийшов у 1984 році.
Touch був адаптований в аніме-серіал у 1985 році, який транслювався на Fuji TV протягом двох років. Романтична сьодзьо-манґа Адачі під назвою Slow Step публікувалася у журналі Ciao з 1986 по 1991 рік, а інша романтична комедія, Rough, виходила у журналі Weekly Shōnen Sunday з 1987 по 1989 рік. З 1990 по 1992 рік у Weekly Shōnen Sunday публікувалася його фентезі-манґа в середньовічному стилі під назвою Niji Iro Tōgarashi.
Jinbē, романтична комедія про стосунки вітчима та падчерки, публікувалася у журналі Big Comic Original з 1992 по 1997 рік. Найдовша манґа Адачі, H2, виходила у Weekly Shōnen Sunday з 1992 по 1999 рік і була зібрана у 34 томах. Її адаптували в аніме-серіал, що транслювався на TV Asahi з 1995 по 1996 рік.
З 2000 по 2001 рік Адачі публікував романтичну фентезі-комедію під назвою Itsumo Misora у Weekly Shōnen Sunday. Його наступною довшою серією стала романтична комедія про бокс Katsu!, яка виходила з 2001 по 2005 рік у тому ж журналі. У 2005 році манґу H2 адаптували в телевізійну дораму, яка транслювалася на TBS в Японії, а Touch був екранізований як повнометражний ігровий фільм, випущений компанією Toho. У цей час Адачі також почав публікувати нову серію Cross Game у Weekly Shōnen Sunday. Наступного року Rough також отримав екранізацію у вигляді повнометражного фільму від Toho.
Завдяки сумарному тиражу понад 200 мільйонів проданих томів, журнал Weekly Shōnen Sunday присвятив 26-й номер 2008 року Адачі та його творчості. У 2009 році Адачі отримав 54-ту щорічну премію Shogakukan Manga Award у категорії сьонен за Cross Game, яка того ж року була адаптована в аніме-серіал, що почав виходити на TV Tokyo у квітні.
У червні 2009 року Адачі почав публікувати серію Q and A у першому випуску журналу Monthly Shōnen Sunday. Asaoka High School Baseball Club Diary: Over Fence почала виходити у випуску Weekly Shōnen Sunday від 27 квітня 2011 року. У травні 2012 року він завершив Q and A та розпочав нову серію Mix — напівсіквел до Touch, дія якого відбувається через 30 років. Вона почала виходити в червневому випуску Monthly Shōnen Sunday 2012 року. На сьогодні твори Адачі продано у кількості понад 200 мільйонів копій.

## Твори

### Оригінальні
Це оригінальні манґи, створені Адачі.
| Роки                 | Назва                  | Загальна кількість томів | Антологія                                  |
| -------------------- | ---------------------- | ------------------------ | ------------------------------------------ |
| 1978–1980            | Nine                   | 5                        | Shōnen Sunday Super                        |
| 1979–1980            | Oira Hōkago Wakadaishō | 2                        | Chūichi Course                             |
| 1980–1981            | Hiatari Ryōkō!         | 5                        | Shōjo Comic                                |
| 1980–1984            | Miyuki                 | 12                       | Shōnen Big Comic                           |
| 1981–1986            | Touch                  | 26                       | Weekly Shōnen Sunday                       |
| 1986–1991            | Slow Step              | 7                        | Ciao                                       |
| 1987–1989            | Rough                  | 12                       | Weekly Shōnen Sunday                       |
| 1990–1992            | Niji-iro Tohgarashi    | 11                       | Weekly Shōnen Sunday                       |
| 1992–1997            | Jinbe                  | 1                        | Big Comic Original                         |
| 1992–1999            | H2                     | 34                       | Weekly Shōnen Sunday                       |
| 1998–2005            | Bōken Shōnen           | 1                        | Big Comic Original                         |
| 2000–2001            | Itsumo Misora          | 5                        | Weekly Shōnen Sunday                       |
| 2001–2005            | Katsu!                 | 16                       | Weekly Shōnen Sunday                       |
| 2005–2010            | Cross Game             | 17                       | Weekly Shōnen Sunday                       |
| 2005–2007; 2010–2011 | Idol Ace               | 1                        | Weekly Young Sunday, Monthly Shōnen Sunday |
| 2009–2012            | Q and A                | 6                        | Monthly Shōnen Sunday                      |
| 2012–дотепер         | Mix                    | 22+                      | Monthly Shōnen Sunday                      |